# Raywick
Raywick és una població dels Estats Units a l'estat de Kentucky. Segons el cens del 2000 tenia 144 habitants.

## Demografia
Segons el cens del 2000, Raywick tenia 144 habitants, 59 habitatges, i 44 famílies. La densitat de població era de 75,1 habitants/km².
Dels 59 habitatges en un 40,7% hi vivien nens de menys de 18 anys, en un 55,9% hi vivien parelles casades, en un 15,3% dones solteres, i en un 25,4% no eren unitats familiars. En el 23,7% dels habitatges hi vivien persones soles l'11,9% de les quals corresponia a persones de 65 anys o més que vivien soles. El nombre mitjà de persones vivint en cada habitatge era de 2,44 i el nombre mitjà de persones que vivien en cada família era de 2,89.
Per edats la població es repartia de la següent manera: un 27,1% tenia menys de 18 anys, un 4,9% entre 18 i 24, un 30,6% entre 25 i 44, un 23,6% de 45 a 60 i un 13,9% 65 anys o més.
L'edat mediana era de 36 anys. Per cada 100 dones de 18 o més anys hi havia 81 homes.
La renda mediana per habitatge era de 34.375 $ i la renda mediana per família de 41.250 $. Els homes tenien una renda mediana de 31.000 $ mentre que les dones 20.625 $. La renda per capita de la població era de 14.147 $. Entorn del 5,6% de les famílies i el 12,9% de la població estaven per davall del llindar de pobresa.

## Poblacions més properes
El següent diagrama mostra les poblacions més properes.